# 贵阳农村商业银行
贵阳农村商业银行股份有限公司（英語：Guiyang Rural Commercial Bank Co., Ltd.），简称贵阳农商行，成立于2011年12月23日，是一家总部位于贵州省贵阳市的农村商业银行，是贵州省规模最大的地方性农村法人金融机构。